# Terme della Ficoncella
Le terme della Ficoncella di Civitavecchia sono una struttura antichissima che è stata utilizzata in alternativa alle Terme Taurine o di Traiano già dai tempi dei romani.
L'acqua che sgorga dalla sorgente della Ficoncella è la stessa che confluiva nella antiche terme Taurine.
La caratteristica principale di questo tipo di acqua sulfurea è il calore (circa 60 gradi in uscita e 40 nelle vasche di raccolta) e la mancanza di odori solforici forti.
Appena a pochi chilometri dalla Ficoncella, vi è un bellissimo sito archeologico, delle Terme Taurine propriamente dette, di epoca romana.